# Chrysiptera springeri
Chrysiptera springeri är en fiskart som först beskrevs av Allen och Lubbock, 1976.  Chrysiptera springeri ingår i släktet Chrysiptera och familjen Pomacentridae. Inga underarter finns listade i Catalogue of Life.